# 徐銳
徐銳（1449年—？），字鈍之，直隸廣平府永年縣人，軍籍，明朝政治人物。

## 生平
成化十六年（1480年）庚子科順天鄉試第七十二名舉人，弘治三年（1490年），登庚戌科會試第二百九十九名，三甲第四十九名進士。弘治四年（1491年）官無錫縣知縣。

## 家族
曾祖徐仲良；祖父徐友諒；父徐寧，聽選官。前母白氏、程氏；繼母張氏。慈侍下。